# White & Nerdy
"White & Nerdy" là đĩa đơn thứ hai từ album Straight Outta Lynwood của "Weird Al" Yankovic, phát hành ngày 26 tháng 9 năm 2006. Nó nhại lại ca khúc "Ridin'" của Chamillionaire và Krayzie Bone, với nội dung nói về sự than vãn và niềm say mê hiểu biết tri thức. Chamillionaire đặt "White & Nerdy" trên trang MySpace chính thức của anh, và bình luận rằng anh thích bài hát nhại này. Trong một buổi phỏng vấn, Chamillionaire cũng nhận định anh ngạc nhiên về khả năng đọc rap của "Weird Al": "Anh ấy thực sự rap khá tốt, nó thật cuồng nhiệt... Tôi không biết rằng anh ấy có thể rap như vậy."
Đĩa đơn trở thành ca khúc đầu tiên trong sự nghiệp của Yankovic lọt vào Top 10 trên Billboard Hot 100, đạt đến vị trí #9 và đánh bại vị trí #12 trước đó của ca khúc "Eat It" (nhại lại bài "Beat It") năm 1984. Đây cũng là đĩa đơn đầu tiên của anh lọt vào Top 40 đĩa đơn kể từ "Smells Like Nirvana" năm 1992. Nó đạt tới vị trí #5 trên bảng xếp hạng Hot Digital Songs. Cả bài hát và video âm nhạc đều đạt vị trí #1 tại cửa hàng âm nhạc trực tuyến iTunes ở Hoa Kỳ và Úc, đạt vị trí #1 trên top 20 video đếm ngược của VH1. "White & Nerdy" được Hiệp hội công nghiệp thu âm Hoa Kỳ (RIAA) chứng nhận đĩa đơn vàng, sau đó là đĩa đơn bạch kim.

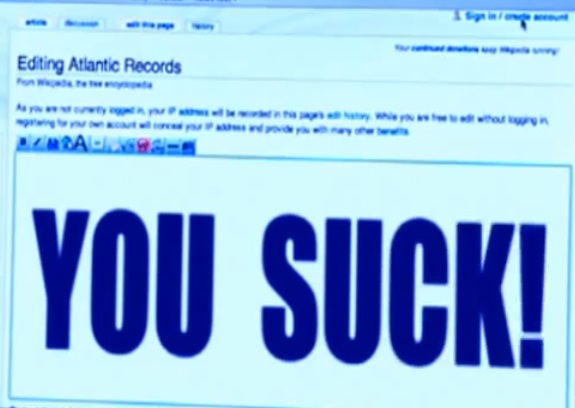
Yankovic thể hiện quan điểm về Atlantic Records trên Wikipedia.

Đĩa đơn này có một video âm nhạc kèm theo với định dạng HD. Trong đó, có một cảnh cho thấy Yankovic phá hoại bài viết về hãng thu âm Atlantic Records trên Wikipedia tiếng Anh, thay thế bằng cụm từ "YOU SUCK!" (với cỡ chữ rất lớn) để chỉ đến vấn đề rắc rối vào thời điểm đó của anh với công ty trong việc xin phép phát hành đĩa đơn "You're Pitiful", bài hát nhại lại ca khúc "You're Beautiful" của James Blunt; đoạn video là sự xuất hiện đầu tiên của Wikipedia trong một video ca nhạc. Chi tiết đó đã khiến những người phá hoại wiki chú ý, bài Atlantic Records sau đó đã bị khoá, Yankovic nói rằng đó không phải là lỗi của anh, nhưng anh rất vui vì điều đó. Đoạn video là một trong những video được xem nhiều nhất trên YouTube với hơn 49 triệu lượt xem.

## Danh sách bài hát

### Đĩa đơn CD
Trên đĩa đơn có các ca khúc:
1. "White & Nerdy" – 2:50
2. "Don't Download This Song" – 3:54

Đĩa đơn CD quảng bá chỉ gồm "White & Nerdy".

### Đĩa đơn quảng bá 12 inch
Ba bài hát dưới đây cùng có mặt trong mặt A của đĩa đơn quảng bá 12 inch:
1. "White & Nerdy" – 2:50
2. "Confessions Part III" – 3:52
3. "Trapped in the Drive-Thru" – 10:50.

## Bảng xếp hạng
| Bảng xếp hạng (2006)             | Vị trí cao nhất |
| -------------------------------- | --------------- |
| Swedish Singles Chart            | 14              |
| UK Singles Chart                 | 80              |
| U.S. Billboard Hot 100           | 9               |
| U.S. Billboard Hot Digital Songs | 10              |
| U.S. Billboard Pop 100           | 12              |